# Karl Johansson (fotbollsspelare född 2001)
Karl Håkan Johansson, född 10 augusti 2001, är en svensk fotbollsspelare som spelar för Division 2-klubben Korsnäs IF.

## Karriär
Johansson började spela fotboll i Korsnäs IF. Som 14-åring debuterade han i Korsnäs U-lag Division 5 och knappt 3 månader senare debuterade Johansson i Division 3 med Korsnäs A-lag. Inför säsongen 2017 gick han till Dalkurds FF och spelade för ungdomslag och 2018 till Forssa BK i Division 4 men spelade även i ungdomslag. 
I mars 2019 värvades Johansson av Superettan-klubben IK Brage, där han skrev på ett treårskontrakt. Johansson satt främst på bänken. Den 3 augusti 2020 debuterade han i Superettan i en 3-0 vinst mot Trelleborgs FF, där han blev inbytt i den 90:e minuten mot Nikita Kashayev. 
I augusti 2020 lånades Johansson ut till Division 2-klubben Kvarnsvedens IK till 31 december 2021. I februari 2021 återvände han till Korsnäs. Säsongen 2024 spelade Johansson 22 matcher och gjorde 5 mål.